# Zvolen (geomorfologický podcelek)
Zvolen je geomorfologický podcelek Velké Fatry.

## Charakteristika
Nachází se v jihovýchodní části pohoří, mezi obcemi Liptovské Revúce a Donovaly a patří mezi vyhledávané turistické oblasti. Blízkost horského střediska Donovaly a vybudovaná lanovka na Novú hoľu usnadňuje přístup do nejvyšších partií území.

## Vymezení
Zvolenský podcelek odděluje od zbytku Velké Fatry Revúcka dolina na severu a západě a horské sedlo Veľký Šturec na jihu. Od východně situovaných Nízkých Tater je to Korytnická dolina a od Starohorských vrchů na jihovýchodě údolí Starohorského potoka.

## Hlavní hřeben
Hlavní hřeben podcelku začíná v sedle Veľký Šturec (1010 m n. m.) a východním směrem vede přes kótou 1180 m n. m. na Motyčskou hoľu (1292 m n. m.), odtud přes kótu 1284 m n. m. a 1335 m n. m. (kde na severozápad vybíhá rozsocha Čierne hory (1335 m n. m.) na nejvyšší vrch, 1402.5 m n. m. vysoký Zvolen. Východním směrem vybíhá rozsocha Nové hoľe (1370 m n. m.) a hlavní hřeben pokračuje severním směrem na Malý Zvolen (1372 m n. m.), Končitou (1248 m n. m.), kótu 1149 m n. m. a Maguru (1049 m n. m.) nad Liptovskou Osadou, kde končí.

## Významné vrchy
- Zvolen (1402,5 m n. m.) - nejvyšší vrch
- Malý Zvolen (1372 m n. m.)
- Nová hoľa (1370 m n. m.)
- Čierna hora (1335 m n. m.)
- Motyčská hoľa (1292 m n. m.)
- Končitá (1248)